# موسیقی سازی

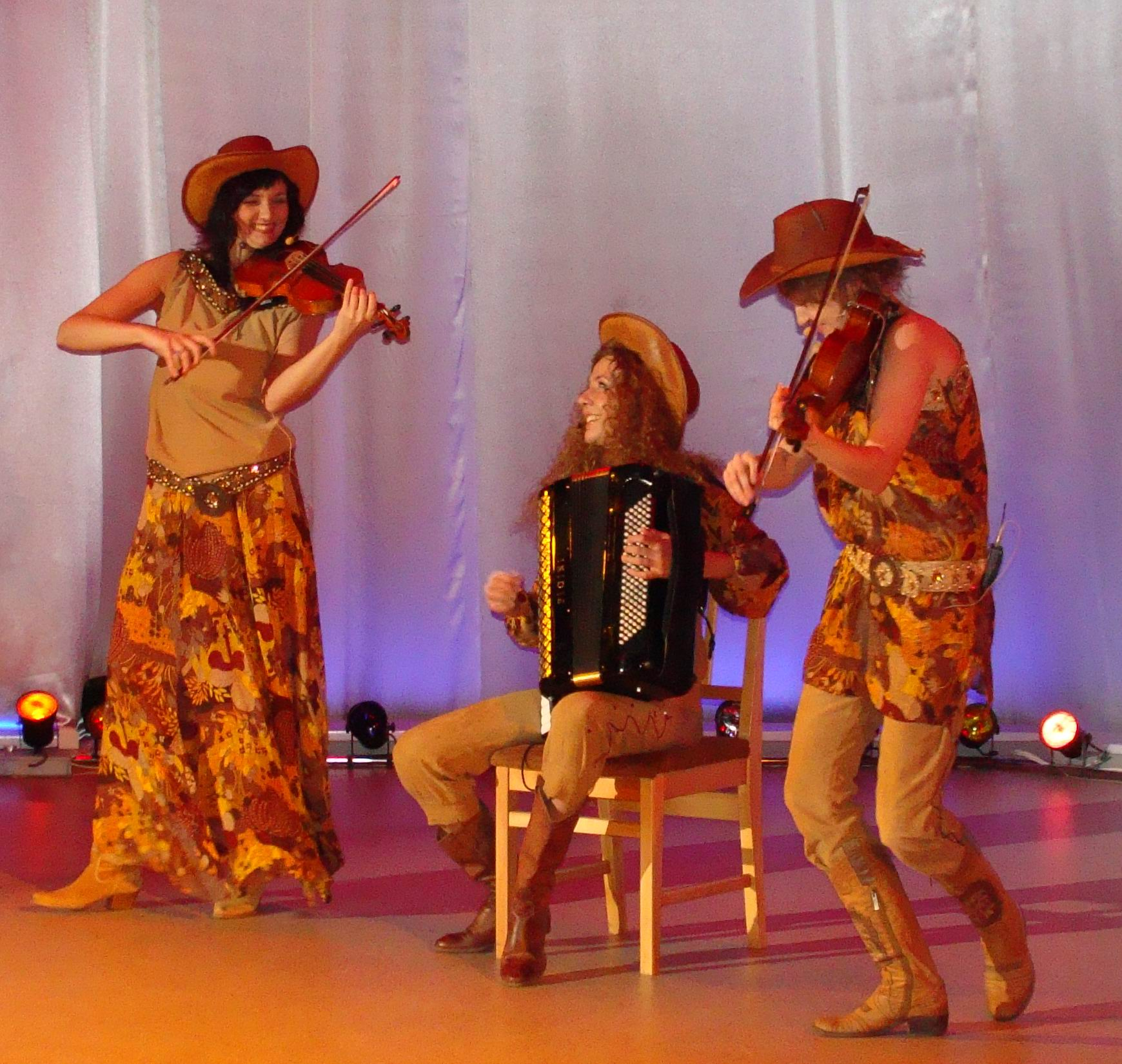
موسیقی سازی. گروه سه گانه لیدی-هیت (ناتالیا ورشینینا، الکساندرا سویریدووا، ایرینا سوپووا) در کنسرتی در مرکز فرهنگی و رویدادهای اجتماعی (CCASE) در سورودوینسک.

موسیقیِ سازی یا موسیقی بی‌کلام (به انگلیسی: Instrumental) قطعه‌ای موسیقی است که تنها برای صدای سازها تصنیف یا تنظیم شده و صدای انسانی یا آواز در آن نیست، و فقط از صدا‌های طبیعی یا سازهای مختلف در آن استفاده می‌شود.
موسیقی سنتی ایرانی به دو بخش کلیِ «سازی» و «آوازی» تقسیم می‌شود.